# Chandler Marsteller
Chandler "Chance" Shane Marsteller (ur. 9 lipca 1995) – amerykański zapaśnik walczący w stylu klasycznym. Zajął czternaste miejsce na mistrzostwach świata w 2023 roku
Złoty medalista mistrzostw panamerykańskich w 2024 roku. 
Zawodnik Kennard High School, Oklahoma State University i Lock Haven University z Lock Haven. Dwa razy All-American w NCAA Division I; trzeci w 2019 i czwarty w 2018 roku.
Jego przyrodni brat John Stefanowicz, także jest zapaśnikiem i olimpijczykiem z Tokio 2020.